# Фітинг

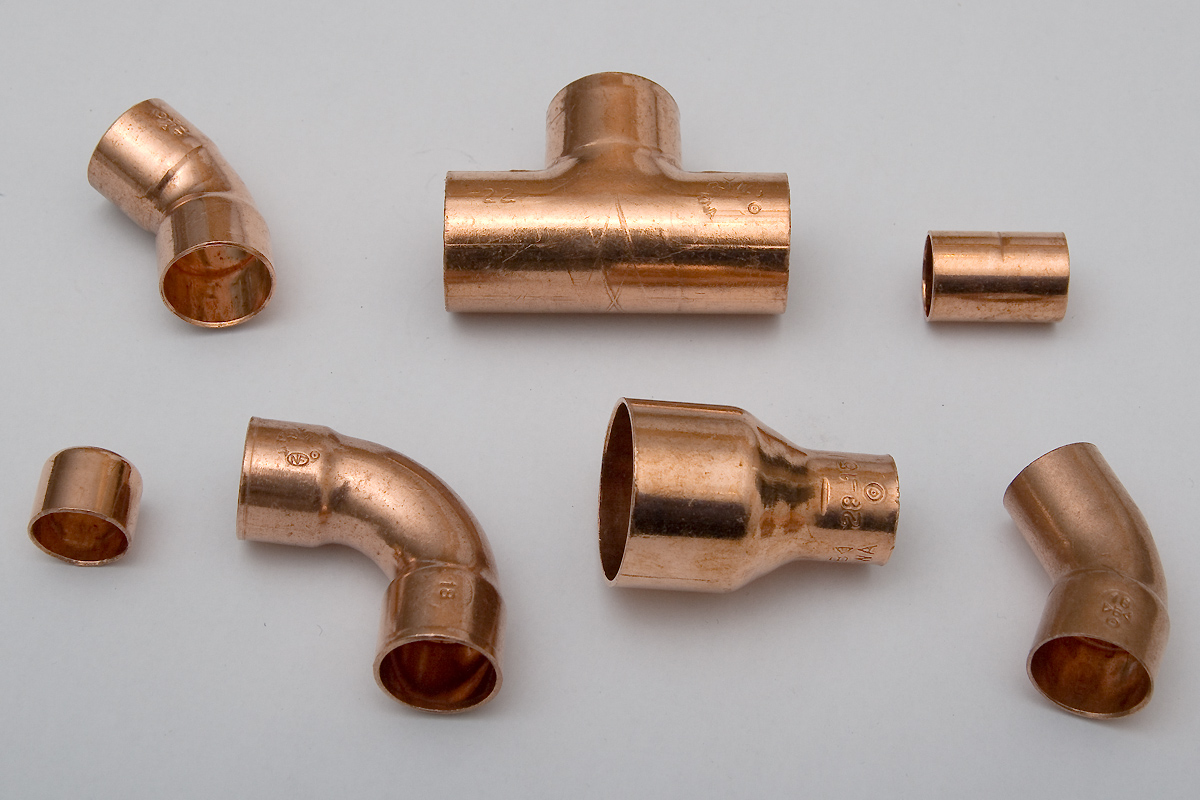
Мідні фітинги для паяння (кутник 45 ° з коротким радіусом, трійник, кутник 90 ° з довгим радіусом, перехідники...)

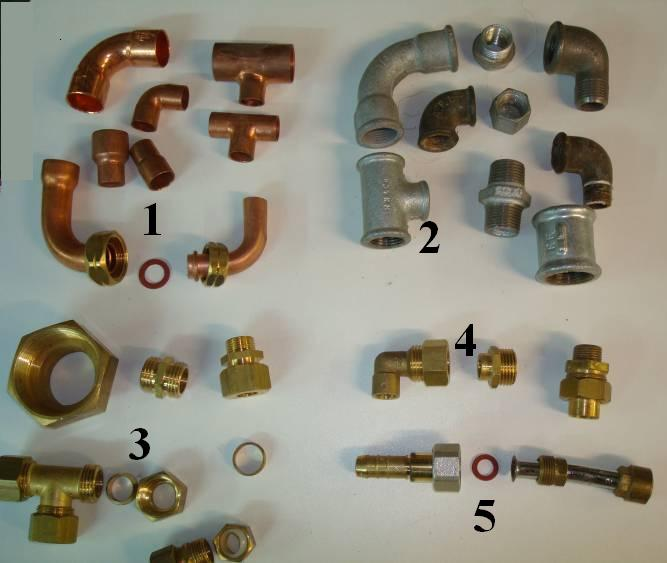
Трубопровідна арматура: 1) Мідь (паяння); 2) Чорний метал або жовта мідь (різьбові); 3) Латунь (обтиснення); 4) Латунь (обтиснення до спайки); 5) Латунні перехідники.

Фі́тинг — фасонна деталь, якою з'єднують труби. Муфта, трійник, коліно, ніпель, кутовий поворот тощо, якою з'єднують (на різь або паянням) труби, зокрема водовіддільну колону з основою превентора, розташованого на дні моря. Використовується практично в усіх трубопроводах. Виготовляється здебільшого з металу, втім разом з пластиковими трубами використовуються і пластикові ж фітинги.

## Опис
Встановлюють в місцях розгалужень, поворотів, переходів на інший діаметр, а також за потреби частого збирання і розбирання труб. Фітинги служать і для герметичного перекриття трубопроводу та інших допоміжних цілей. Залежно від призначення, фітинги поділяються на:
- косинці (змінюють напрям на 90°)
- трійники (забезпечують відгалуження в одному напрямі)
- хрести (забезпечують відгалуження в двох напрямах)
- муфти (сполучають труби прямої ділянки)
- пробки, ковпаки (використовують для герметичного закупорення кінців труб)
- інші елементи.

Фітинги, що сполучають кінці труб однакового діаметра, називаються прямими, фітинги, що з'єднують кінці труб різного діаметра — перехідними. Виготовляються з ковкого чавуну, сталі, пластику тощо.

## Див. також

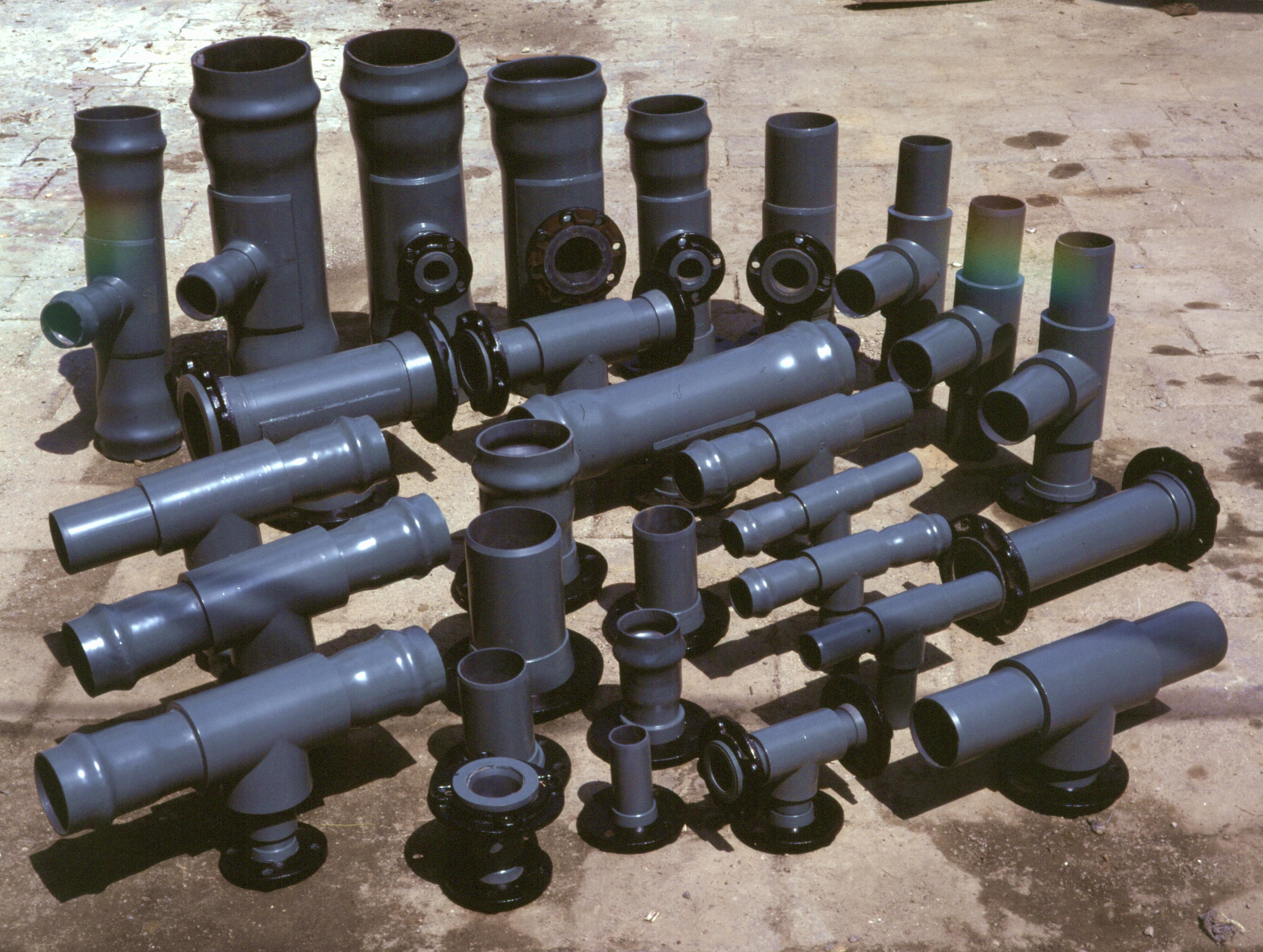
Пластикові фітинги: коліно, муфта, трійник, подовжувач...